# Duggregnssägnen
Duggregnssägnen är en svensk sägen i vilken en människa skämtar med eller förolämpar ett övernaturligt väsen. Kärnområdet för sägnens primära form är östra Svealand. I sin primära form är den en skämtsägen:
En man får se en tomte som går i duggregnet och gnolar: ”Håhå, smått duggregn, smått duggregn!” Han ger tomten ett kraftigt slag i huvudet med en knölpåk, men tomten fortsätter att gå som om ingenting hade hänt och säger: ”Det faller stora droppar ibland!”
När sägnen spreds västerut fick den en annan ekotyp och blev en varningssägen mot att reta farliga väsen.
Två män har rott ut för att dra not i duggregnet. Från andra stranden hör de gasten ropa: ”Smått, smått muteregn (= duggregn)!” En av männen ropar till svar: ”Stort knölpåkaregn på dej, din jäkel!” Gasten blir rasande, och de ror genast i land och skyndar hem så fort benen bär dem. Gasten förföljer dem men måste ta en omväg runt sjön, och männen hinner hem strax innan han hunnit ifatt dem. Följande morgon finner de att gasten har plockat isär varenda maska på noten. (Åsunden, Västergötland)
Den västgötska ekotypen har i sin tur spritts till Bohuslän, där den kommit att attribueras till skeppsrået.
Några fiskare hör ett rop: ”Duggregn och sunnanvind!” De förstår att det är skeppsrået som varslar om det väder som skall komma. Men den ene av dem kan inte låta bli att skämtsamt svara: ”Slagregn och nordanvind!” Och inom kort bryter också ett förfärligt oväder lös. (Bohuslän)
De västliga ekotyperna har påverkats av att gasten är traditionsdominant i Västergötland och att troskomplexet kring väderförändringar är traditionsdominant i Bohuslän.